# Sam Groth
Samuel Groth, né le 19 octobre 1987 à Narrandera, est un joueur de tennis professionnel australien.
Il est notamment connu pour avoir servi à 263 km/h dans un tournoi Challenger en 2012, record qui n'a toutefois pas été homologué par l'ATP.
Il épouse en février 2009 la joueuse de tennis slovaque Jarmila Gajdošová. Ils se séparent en avril 2011.

## Carrière
Sam Groth est demi-finaliste à Caloundra fin 2007, à Yokohama en 2008 et à Bâton-Rouge en 2009. En mai 2009, il atteint sa première finale à Ferghana et s'incline contre Lukáš Lacko. Il perd une seconde finale en janvier 2012 à Burnie contre Danai Udomchoke. Sur le circuit ATP, il accède au second tour du tournoi de Nottingham en 2008 et de Newport en 2009. En 2011, une blessure contractée lors d'un tournoi Future à Antalya l'écarte des courts pendant huit mois.
En 2012, lors du tournoi de Busan, dans un match contre le Biélorusse Uladzimir Ignatik (perdu sur le score de 6-4, 6-3), un de ses services est chronométré à 263 km/h, soit plus que le record d'Ivo Karlović qui était de 251 km/h. Cette performance n'a cependant pas été officialisée par l'ATP puisqu'elle a été établie dans un tournoi Challenger dans lequel on n'utilise pas le même matériel que dans les tournois ATP pour mesurer la vitesse des services. Durant ce match, il a également servi à 253,5 et 255,7 km/h, ce qui pourrait mettre en doute le fonctionnement du système de mesure de la vitesse du service.
En 2013, il se qualifie pour les tournois ATP du Queen's où il est battu par Lukáš Rosol, et de Washington où il bat Denis Kudla puis s'incline face à Milos Raonic. En fin d'année, il est finaliste au Challenger de Champaign.
En 2014, invité à Brisbane, il élimine Ryan Harrison puis Pierre-Hugues Herbert avant de s'incliner face à Jérémy Chardy. Il remporte en mars son premier titre en Challenger à Rimouski contre Ante Pavić et atteint deux autres finales à León et à Nottingham. Il se qualifie dans la foulée pour la première fois de sa carrière dans le tableau principal du tournoi de Wimbledon où il s'incline au premier tour face à Alexandr Dolgopolov. Lors du tournoi de Newport, il élimine Donald Young, Malek Jaziri et le tenant du titre Nicolas Mahut, pour être finalement battu par Ivo Karlović en demi-finale. Ce résultat lui permet de faire son entrée dans le top 100. En novembre, il dispute la finale du tournoi de Knoxville.
Il commence l'année 2015 par un nouveau quart de finale à Brisbane puis un 3e tour à l'Open d'Australie après un succès en cinq sets sur Thanasi Kokkinakis. Il remporte au printemps les tournois de Taipei et Manchester et atteint les quarts de finale à Stuttgart et Washington grâce à des victoires sur Feliciano López et Viktor Troicki.
Ses résultats déclinent nettement en 2016 puisqu'il ne remporte que 4 matchs sur le circuit ATP dont un contre Adrian Mannarino à l'Open d'Australie. Il participe néanmoins aux Jeux olympiques de Rio de Janeiro en tant que remplaçant. Il sauve l'honneur fin octobre en remportant son quatrième trophée à Las Vegas contre Santiago Giraldo. Sa méforme se confirme début 2017 où il enchaîne 10 défaites consécutives. Il se distingue néanmoins à l'Open d'Australie en atteignant les demi-finales en double mixte et les quarts en double messieurs. Au cours de la saison sur gazon, il enchaîne deux demi-finales à Nottingham et Ilkley, puis une autre sur dur à Aptos. Il annonce en fin d'année qu'il va mettre un terme à sa carrière après l'Open d'Australie 2018.
Sam Groth est plus performant en double puisqu'il il a remporté 19 tournois Challenger et deux tournois ATP à Bogota et Newport aux côtés de son compatriote Chris Guccione. Il a également atteint les demi-finales à Roland-Garros avec Andrey Golubev en 2014.

## Palmarès

### Titres en double messieurs

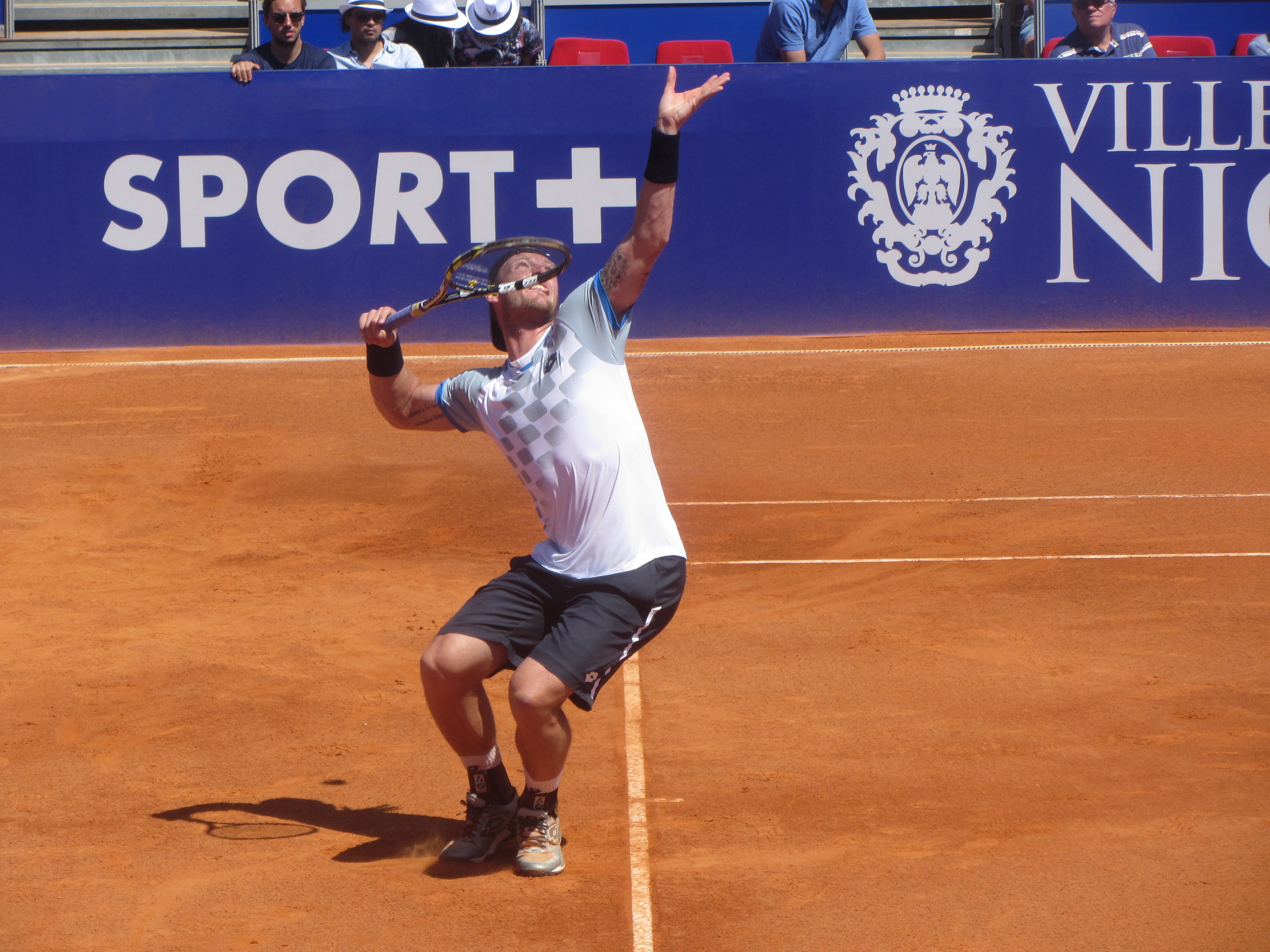
Sam Groth au service.

| No | Date       | Nom et lieu du tournoi                    | Catégorie | Dotation  | Surface      | Partenaire     | Finalistes                              | Score              |          |
| -- | ---------- | ----------------------------------------- | --------- | --------- | ------------ | -------------- | --------------------------------------- | ------------------ | -------- |
| 1  | 14-07-2014 | Claro Open Colombia Bogota                | ATP 250   | 663 610 $ | Dur (ext.)   | Chris Guccione | Nicolás Barrientos Juan Sebastián Cabal | 7-65, 6-73, [11-9] | Parcours |
| 2  | 11-07-2016 | Hall of Fame Tennis Championships Newport | ATP 250   | 515 025 $ | Gazon (ext.) | Chris Guccione | Jonathan Marray Adil Shamasdin          | 6-4, 6-3           | Parcours |

### Finales en double messieurs
| No | Date       | Nom et lieu du tournoi | Catégorie | Dotation    | Surface    | Vainqueurs                    | Partenaire     | Score     |          |
| -- | ---------- | ---------------------- | --------- | ----------- | ---------- | ----------------------------- | -------------- | --------- | -------- |
| 1  | 28-07-2014 | Citi Open Washington   | ATP 500   | 1 399 700 $ | Dur (ext.) | Jean-Julien Rojer Horia Tecău | Leander Paes   | 7-5, 6-4  | Parcours |
| 2  | 22-09-2014 | Shenzhen Open Shenzhen | ATP 250   | 590 230 $   | Dur (int.) | Jean-Julien Rojer Horia Tecău | Chris Guccione | 6-4, 7-64 | Parcours |
| 3  | 13-10-2014 | Kremlin Cup Moscou     | ATP 250   | 776 620 $   | Dur (int.) | František Čermák Jiří Veselý  | Chris Guccione | 7-62, 7-5 | Parcours |

## Parcours dans les tournois duGrand Chelem

### En simple
| Année | Open d'Australie | Open d'Australie | Internationaux de France | Internationaux de France | Wimbledon       | Wimbledon     | US Open        | US Open       |
| ----- | ---------------- | ---------------- | ------------------------ | ------------------------ | --------------- | ------------- | -------------- | ------------- |
| 2009  | 1er tour (1/64)  | Mardy Fish       | —                        | —                        | —               | —             | —              | —             |
| 2010  | —                | —                | —                        | —                        | —               | —             | —              | —             |
| 2011  | —                | —                | —                        | —                        | —               | —             | —              | —             |
| 2012  | —                | —                | —                        | —                        | —               | —             | —              | —             |
| 2013  | —                | —                | —                        | —                        | —               | —             | —              | —             |
| 2014  | 1er tour (1/64)  | Vasek Pospisil   | —                        | —                        | 1er tour (1/64) | A. Dolgopolov | 2e tour (1/32) | Roger Federer |
| 2015  | 3e tour (1/16)   | Bernard Tomic    | 1er tour (1/64)          | Pablo Cuevas             | 3e tour (1/16)  | Roger Federer | 2e tour (1/32) | Tommy Robredo |
| 2016  | 2e tour (1/32)   | Andy Murray      | 1er tour (1/64)          | Rafael Nadal             | 1er tour (1/64) | Kei Nishikori | —              | —             |
| 2017  | 1er tour (1/64)  | Steve Darcis     | —                        | —                        | —               | —             | —              | —             |

N.B. : à droite du résultat se trouve le nom de l'ultime adversaire.

### En double
| Année | Open d'Australie             | Open d'Australie            | Internationaux de France     | Internationaux de France       | Wimbledon                     | Wimbledon                | US Open                          | US Open                  |
| ----- | ---------------------------- | --------------------------- | ---------------------------- | ------------------------------ | ----------------------------- | ------------------------ | -------------------------------- | ------------------------ |
| 2008  | 1er tour (1/32) J. Sirianni  | C. Kas R. Wassen            | —                            | —                              | —                             | —                        | —                                | —                        |
| 2009  | 1er tour (1/32) C. Ebelthite | M. Fyrstenberg M. Matkowski | —                            | —                              | —                             | —                        | —                                | —                        |
| 2010  | 1er tour (1/32) Jason Kubler | D. Nestor N. Zimonjić       | —                            | —                              | —                             | —                        | —                                | —                        |
| 2011  | 2e tour (1/16) Greg Jones    | Łukasz Kubot O. Marach      | —                            | —                              | —                             | —                        | —                                | —                        |
| 2012  | —                            | —                           | —                            | —                              | —                             | —                        | —                                | —                        |
| 2013  | 2e tour (1/16) Matt Reid     | J. Chardy Łukasz Kubot      | —                            | —                              | 2e tour (1/16) C. Guccione    | S. Johnson A. Siljeström | —                                | —                        |
| 2014  | 1er tour (1/32) J.-P. Smith  | M. Ganollers Marc López     | 1/2 finale A. Golubev        | J. Benneteau É. Roger-Vasselin | 1er tour (1/32) M. Ebden      | Bob Bryan Mike Bryan     | 2e tour (1/16) C. Guccione       | A. Peya Bruno Soares     |
| 2015  | 1/8 de finale Eric Butorac   | J.-J. Rojer Horia Tecău     | 1er tour (1/32) Eric Butorac | A. Begemann J. Knowle          | 1er tour (1/32) S. Stakhovsky | V. Pospisil Jack Sock    | 2e tour (1/16) L. Hewitt         | Colin Fleming T. C. Huey |
| 2016  | 1/8 de finale L. Hewitt      | V. Pospisil Jack Sock       | 1er tour (1/32) B. Tomic     | P.-H. Herbert N. Mahut         | 1/8 de finale R. Lindstedt    | P.-H. Herbert N. Mahut   | 1/8 de finale J. Chardy          | P.-H. Herbert N. Mahut   |
| 2017  | 1/4 de finale C. Guccione    | H. Kontinen John Peers      | 1/8 de finale R. Lindstedt   | F. Verdasco N. Zimonjić        | 1/8 de finale R. Lindstedt    | N. Mektić F. Škugor      | 1er tour (1/32) A.-U.-H. Qureshi | K. Khachanov A. Rublev   |
| 2018  | 1/4 de finale L. Hewitt      | J. S. Cabal Robert Farah    | —                            | —                              | —                             | —                        | —                                | —                        |

N.B. : le nom du partenaire se trouve sous le résultat ; le nom des ultimes adversaires se trouve à droite.

### En double mixte
| Année | Open d'Australie                  | Open d'Australie           | Internationaux de France | Internationaux de France | Wimbledon | Wimbledon | US Open | US Open |
| ----- | --------------------------------- | -------------------------- | ------------------------ | ------------------------ | --------- | --------- | ------- | ------- |
| 2008  | 1er tour (1/16) Jarmila Gajdošová | Chuang C-j. J. Erlich      | —                        | —                        | —         | —         | —       | —       |
| 2009  | 2e tour (1/8) Jarmila Gajdošová   | D. Cibulková Jürgen Melzer | —                        | —                        | —         | —         | —       | —       |
| 2010  | 2e tour (1/8) Jarmila Groth       | F. Pennetta Marcelo Melo   | —                        | —                        | —         | —         | —       | —       |
| 2011  | 1er tour (1/16) Jarmila Groth     | Sara Errani David Marrero  | —                        | —                        | —         | —         | —       | —       |
| 2017  | 1/2 finale S. Stosur              | Sania Mirza Ivan Dodig     | —                        | —                        | —         | —         | —       | —       |
| 2018  | 2e tour (1/8) S. Stosur           | E. Makarova Bruno Soares   | —                        | —                        | —         | —         | —       | —       |

N.B. : le nom de la partenaire se trouve sous le résultat ; le nom des ultimes adversaires se trouve à droite.

## Parcours dans lesMasters 1000
| Année | Indian Wells          | Miami              | Monte-Carlo | Madrid | Rome | Canada | Cincinnati | Shanghai           | Paris |
| ----- | --------------------- | ------------------ | ----------- | ------ | ---- | ------ | ---------- | ------------------ | ----- |
| 2014  | 1er tour M. Kukushkin | —                  | —           | —      | —    | —      | —          | 1er tour M. Kližan | —     |
| 2015  | 1er tour D. Gimeno    | 1er tour A. Zverev | —           | —      | —    | —      | —          | —                  | —     |
| 2016  | 1er tour L. Mayer     | 2e tour D. Thiem   | —           | —      | —    | —      | —          | —                  | —     |

N.B. : sous le résultat se trouve le nom de l’ultime adversaire.

## Classement ATP en fin de saison
| Année          | 2005 | 2006 | 2007 | 2008 | 2009 | 2010 | 2011 | 2012 | 2013 | 2014 | 2015 | 2016 | 2017 |
| Rang en simple | 1367 | 686  | 421  | 265  | 270  | 293  | 575  | 211  | 183  | 81   | 60   | 181  | 247  |
| Rang en double | -    | 453  | 391  | 287  | 400  | 223  | 204  | 308  | 79   | 31   | 131  | 49   | 80   |

Source : (en) Classements de Sam Groth sur le site officiel de la Fédération internationale de tennis